# HIStory (Michael-Jackson-Lied)
HIStory (englisch für „Geschichte“/„seine Geschichte“) ist ein Song des US-amerikanischen Popsängers Michael Jackson, der am 20. Juni 1995 auf dem Album HIStory – Past, Present and Future Book I veröffentlicht wurde. Der Remix HIStory (Tony Moran’s HIStory Lesson) erschien auf dem Remixalbum Blood on the Dance Floor – HIStory in the Mix und wurde am 30. Juli 1997 als Teil der Single HIStory/Ghosts.

## Entstehung
Der Song wurde von Michael Jackson, James Harris III und Terry Lewis geschrieben und produziert. Die Produktion des Songs war besonders aufwendig. So gab es insgesamt vier digitale Aufnahmetapes mit einem Fassungsvermögen von 48 Tracks.

## Inhalt
Für das Intro nutzte Jackson Great Gates of Kiev gespielt vom Philadelphia Orchestra und entnommen von Pictures at an Exhibition. Da es zu Rechtsstreitigkeiten kam, wurde im Intro bei allen Neupressungen des Albums eine ähnliche Komposition verwendet, die jedoch nicht in den Credits benannt ist. Jackson sampelte für den Song ein Interview aus seiner Kindheit, die Rede I Have A Dream von Martin Luther King sowie Funksprüche von Frank Borman und Neil Armstrong. Außerdem werden im Laufe des Songs Datumsangaben von verschiedenen am Album beteiligten Musikern genannt z. B. der 26. März 1827 (Todestag von Ludwig van Beethoven) oder der 28. November 1928 (Geburtstag von Berry Gordy). In den Versen wird die Geschichte eines Mannes erzählt, der öffentlich gedemütigt, trotzdem noch das Streben hat in die Weltgeschichte. Möglicherweise meint Jackson damit sich selbst und verarbeitet so wie auch auf anderen Titeln des Albums die Missbrauchsvorwürfe gegen ihn. Der Refrain ist feierlich und utopisch und sagt aus, jeder Mensch habe die Möglichkeit die Weltgeschichte zu beeinflussen und so eine bessere Welt zu erschaffen.

„And how many children have to die

Before we stand to lend a healing hand

Everybody sing…

Every day create your history

Every path you take you’re leaving your legacy

Every soldier dies in his glory

Every legend tells of conquest and liberty“

„Und wie viele Kinder müssen sterben

Bevor wir aufstehen und uns eine heilende Hand reichen

Jeder möge singen...

Erschaffe jeden Tag deine eigene Geschichte

Mit jedem Weg den du einschlägst hinterlässt du dein Vermächtnis

Jeder Soldat stirbt in seiner Ehre

Jede Legende erzählt von Eroberung und Freiheit“

## Besetzung
- Komposition – Michael Jackson, James Harris III, Terry Lewis
- Produktion –  Michael Jackson, James Harris III, Terry Lewis
- Solo, Background Vocals –  Michael Jackson
- Background Vocals – Andraé Crouch Choir, Boyz II Men
- Kinderstimme – Leah Frazier
- Orchester – The Philadelphia Orchestra (Great Gate at Kiev entnommen aus Pictures at an Exhibition)
- Gitarre – Trevor Rabin, Nile Rodgers und andere[3]
- Arrangements – Michael Jackson, James Harris III, Terry Lewis
- Tontechniker, Mix – James Harris III, Terry Lewis, Bruce Swedien